# Takaya Numata
Takaya Numata (japanisch 沼田 駿也 Numata Takaya; * 19. April 1999 in Takatsuki, Präfektur Osaka) ist ein japanischer Fußballspieler.

## Karriere
Takaya Numata erlernte das Fußballspielen in der Schulmannschaft der Settsu High School sowie in der Universitätsmannschaft der Kansai-Universität. Seinen ersten Vertrag unterschrieb er am 1. Februar 2022 beim Renofa Yamaguchi FC. Der Verein aus Yamaguchi, einer Stadt in er gleichnamigen Präfektur Yamaguchi, spielte in der zweiten japanischen Liga. Sein Zweitligadebüt gab Takaya Numata am 20. Februar 2022 (1. Spieltag) im Heimspiel gegen Roasso Kumamoto. Hier stand der in der Startelf und wurde in der 68. Minute gegen Reoto Kodama ausgewechselt. Das Spiel endete 1:1. In seiner ersten Saison bestritt er 41 Zweitligaspiele. Zu Beginn der Saison 2023 wechselte er zum ebenfalls in der zweiten Liga spielenden FC Machida Zelvia. Am Ende der Saison 2023 feierte er mit Machida die Zweitligameisterschaft sowie den Aufstieg in die erste Liga. Im Juli 2024 wechselte er bis Saisonende auf Leihbasis zum Zweitligisten Kagoshima United FC. Am Ende der Saison 2024 belegte er mit Kagoshima den 19. Tabellenplatz und musste somit in die dritte Liga absteigen. Nach der Ausleihe kehrte er im Januar 2025 zum FC Machida Zelvia zurück.

## Erfolge
FC Machida Zelvia
- Japanischer Zweitligameister: 2023  ▲